# 積城郡
積城郡（チョクソンぐん、せきじょうぐん、朝鮮語: 적성군）は、三国時代から朝鮮時代（李氏朝鮮）に、京畿道西北部、後の坡州市積城面と楊州市南面、漣川郡百鶴面、漣川郡全谷邑のカンパ里（간파리）、ヌルモク里（늘목리）一帯にあった、過去の行政区域の名称。近隣にあり、一時は百鶴面に編入されていた長南面は、本来は長湍郡に属しており、積城郡には関連がない。

## 由来
坡州市積城面（かつての積城郡東面（동면）、県内面（현내면）、西面（서면））を中心に、漣川郡百鶴面（かつての積城郡北面（북면）、南面などに位置していた。三国時代には百済、高句麗に属し、七重県（칠중현）、及別（급별）などと呼ばれた。高句麗では、難隠別（난은별）とも称したが、「難隠」が日本語のナナツ（七つ）と関連がしているという主張もある。本来は百済の領土だったが、長寿王の時に高句麗に編入された。
七重という名は、近くを流れる臨津江の屈曲が激しいことから付けられたものと推定されており、古代には臨津江を「七重河」とも称していた。実際に地図を見れば、積城面周辺で臨津江が7回ほど屈曲していることが確認できる。
新羅による三国統一以後は新羅に編入され、景徳王の時に、重城（중성）と改称して来蘇郡（京畿道楊州郡）の属県とされた。高麗初期に積城と改称して積城県となり、1018年（顕宗9年）に長湍郡の属県となったが、1062年（文宗16年）には開城府の所属となった。1106年（睿宗元年）には、独自の県となって監務が置かれた。 朝鮮時代の1413年（太宗13年）には県監が任命され、1895年（高宗32年）に郡に昇格して漢城府に属した。
楊州市の南面は、本来は積城郡の南部にあったことから南面と呼ばれたが、楊州郡に編入された後も、この名称をそのまま使っている。

## 歴史
- 本来は百済の領土土だったが、長寿王の時に高句麗の領土となり、その際に七重県となった。
- 629年（真平王51年）、金舒玄（朝鮮語版）他2人によって新羅に編入され、善徳女王の時には当地に七重城が築城され、三国統一戦争の激戦地となった。
- 統一新羅時代である757年（景徳王16年）に、重城県と改称し、来蘇郡（後の楊州市）に属する県とされた。
- 高麗時代に現在の名称である積城に解明され、1018年（顕宗9年）に長湍郡の属県となった。
- 1106年（睿宗元年）には監務が中央政府から派遣された。
- 朝鮮時代に入り、1413年（太宗13年）には県監が置かれた。
- 1895年、二十三府制の実施により県が廃止されると、漢城府管轄の積城郡となり、（1896年に）十三道制の実施で京畿道に属することとなった。
- 1895年、北面が麻田郡に編入された。（後の漣川郡百鶴面）

### 解体後
- 1914年4月1日：行政区域改編で漣川郡に統廃合され、積城郡の中心地域は積城面となった。
- 1945年9月2日：アメリカ合衆国とソビエト連邦が北緯38度線を境界として半島を分断し、漣川郡の大部分が38度線の北側に入り、南側に残ったかつて積城郡の地域（積城面、南面）は坡州市に編入された。
- ウナム里（운암리）が楊州郡隠県面（朝鮮語版）に編入。
- 1946年2月5日：南面が坡州郡から楊州郡へ移管。（後の楊州市南面）
- 1996年3月1日：坡州郡が市に昇格し、坡州市積城面となる。

### 1914年の行政区域[3]と現在の行政区域比較
| 1914年            | 1914年                                                                 | 現在          | 現在                                                           |
| 面                | 里                                                                     | 区・邑・面    | 洞・里                                                         |
| ----------------- | ---------------------------------------------------------------------- | ------------- | -------------------------------------------------------------- |
| 南面 （남면）     | 두곡리, 구암리, 상수리, 신산리, 신암리, 입암리, 한산리, 황방리         | 楊州市 南面   | 두곡리, 구암리, 상수리, 신산리, 신암리, 입암리, 한산리, 황방리 |
| 南面 （남면）     | 운암리                                                                 | 楊州市 隠県面 | 운암리                                                         |
| 西面 （서면）     | 답곡리, 마제리, 무건리, 식현리, 자지포리                               | 坡州市 積城面 | 답곡리, 마지리, 무건리, 식현리, 자장리                         |
| 東面 （동면）     | 객현리, 백운리, 산덕리, 송현리, 어유지리, 장평리, 율포리, 적암리       | 坡州市 積城面 | 객현리, 장현리, 어유지리, 율포리, 적암리                       |
| 東面 （동면）     | 늘목리, 하원리                                                         | 漣川郡 全谷邑 | 늘목리, 양원리                                                 |
| 北面 （북면）     | 고촌리, 두일리, 구연리, 노곡리, 맹동리, 장곡리, 전동리, 통구리, 학곡리 | 漣川郡 百鶴面 | 두일리, 구미리, 노곡리, 통구리, 전동리, 통구리, 학곡리         |
| 県内面 （현내면） | 가월리, 검상동리 관동리, 설마동리, 수곡리, 한야리                      | 坡州市 積城面 | 가월리, 구읍리, 설마리, 수곡리, 주월리                         |
| 県内面 （현내면） | 장파리                                                                 | 坡州市 坡平面 | 장파리                                                         |

## 娘臂城
娘臂城（낭비성）は、629年（新羅真平王51年、高句麗栄留王12年）秋8月に、新羅の大将軍金龍春と金舒玄、副将軍金庾信が占領した高句麗の城である。娘臂城の位置は7世紀前半の高句麗と新羅の領域と境界を反映したものとして注目を集めてきた。
『新増東国輿地勝覧』は、現在の清州市にあった娘子谷城（낭자곡성）にこれを比定しているが、当時は清州より北側の漢江流域は新羅の領域であ理、もし清州が高句麗の領土だったなら、本国と切り離されて完全に孤立していたことになるという問題が提起されてきた。このため娘臂城を漢江の北側に比定する見解も提示されてきており、金正浩は『大東地誌』において、娘臂城を七重城に比定した。実際に「ナンビ」という名称は、「ナンジャコク」よりも、七重の高句麗における名称である「ナヌンビョル」（難隠別、난은별）の方に近い。